# KT Tunstall
Kate Victoria Tunstall, beter bekend als KT Tunstall, (Edinburgh, 23 juni 1975) is een Schotse zangeres en songwriter van Chinees-Ierse afkomst.

## Biografie
Kate Tunstall werd geboren in Edinburgh (Schotland) als dochter van een half Chinese moeder en een Ierse vader. Achttien dagen later werd ze geadopteerd door andere ouders. Haar biologische vader heeft ze nog nooit ontmoet. Haar adoptievader gaf les op een universiteit, haar adoptiemoeder op een basisschool. Naast haar adoptieouders had ze in haar nieuwe gezin ook een jongere en een oudere broer. Ze groeide op in St Andrews.
Ze studeerde aan de Kent School in Connecticut en de Royal Holloway, University of London. Tijdens haar studietijd trad ze op met gitaar. Ze gebruikte de artiestennaam “Katie” waarvan “KT” is afgeleid. In een interview zegt ze dat PJ Harvey haar inspireerde om haar naam te verkorten naar KT. Ze begon haar muziekcarrière in diverse bandjes en met het schrijven van liedjes. Ze schreef ook voor kindershows en daar trad ze ook op.

## Carrière
In 2003 heeft ze meegewerkt aan het album Laughter Through Tears van Oi Va Voi en ook meegedaan met de bijbehorende wereldtour.
Haar doorbraak kwam in 2005 met het liedje Black Horse & the Cherry Tree dat ze opvoerde in het programma 'Later with Jools Holland'. Haar debuutalbum Eye to the Telescope, oorspronkelijk uitgegeven in 2004, werd in 2005 opnieuw uitgegeven. Het werd in juli 2005 genomineerd voor de Mercury Prize. In augustus van dat jaar trad Tunstall op tijdens de dertiende Lowlands.
In 2006 werd Tunstall genomineerd voor een Grammy. Zij viel hierbij niet in de prijzen.
Op 5 maart 2007 meldde KT's officiële website dat haar tweede album klaar was. In april maakte Tunstall op haar forum de titel van haar tweede studioalbum bekend: Drastic Fantastic. Het album heet zo omdat de titel krachtig en speels is, net als een stripboek. Aan haar muziek is te horen dat de bandinvloeden groter zijn geworden. Als eerste single van het album werd het nummer "Hold On" uitgebracht. De bijbehorende videoclip werd geregisseerd door Perou. Op 23 november 2007 werd de tweede single uitgegeven, "Saving My Face".
Eveneens in 2007 zong Tunstall de achtergrondvocalen van enkele nummers op Suzanne Vega's zevende album, Beauty & Crime.
Op 26 september 2010 verscheen Tunstalls derde studioalbum, genaamd "Tiger Suit". Deze plaat werd geproduceerd door Jim Abbiss.
In juni 2013 verscheen haar vierde album: Invisible Empire / Crescent Moon.

## Persoonlijk leven
In 2003 kreeg Tunstall een relatie met Luke Bullen, de drummer van haar band. Op eerste kerstdag 2007 vroeg Bullen haar ten huwelijk toen ze bij haar ouders waren in St Andrews in Schotland. Het koppel trouwde op 6 september 2008 op het eiland Skye bij Schotland.

## Discografie

### Albums
| Album met eventuele hitnotering(en) in de Nederlandse Album Top 100 | Datum van verschijnen | Datum van binnenkomst | Hoogste positie | Aantal weken | Opmerkingen |
| ------------------------------------------------------------------- | --------------------- | --------------------- | --------------- | ------------ | ----------- |
| Eye to the telescope                                                | 10-01-2005            | 09-07-2005            | 53              | 33           |             |
| Acoustic extravaganza                                               | 29-09-2006            | -                     |                 |              | Livealbum   |
| Drastic fantastic                                                   | 07-09-2007            | 15-09-2007            | 21              | 6            |             |
| Tiger suit                                                          | 22-10-2010            | 30-10-2010            | 61              | 1            |             |

| Album met hitnotering(en) in de Vlaamse Ultratop 200 albums | Datum van verschijnen | Datum van binnenkomst | Hoogste positie | Aantal weken | Opmerkingen |
| ----------------------------------------------------------- | --------------------- | --------------------- | --------------- | ------------ | ----------- |
| Eye to the telescope                                        | 2005                  | 30-04-2005            | 72              | 13           |             |
| Drastic fantastic                                           | 2007                  | 22-09-2007            | 49              | 4            |             |
| Tiger suit                                                  | 2010                  | 06-11-2010            | 90              | 1            |             |
| KIN                                                         | 2016                  | 09-09-2016            |                 |              |             |

### Singles
| Single met eventuele hitnotering(en) in de Nederlandse Top 40 | Datum van verschijnen | Datum van binnenkomst | Hoogste positie | Aantal weken | Opmerkingen              |
| ------------------------------------------------------------- | --------------------- | --------------------- | --------------- | ------------ | ------------------------ |
| Black Horse & the Cherry Tree                                 | 2005                  | -                     |                 |              | #80 in de Single Top 100 |
| Other side of the world                                       | 2005                  | 22-10-2005            | 21              | 5            | #21 in de Single Top 100 |
| Suddenly I See                                                | 2005                  | 11-03-2006            | 17              | 8            | #20 in de Single Top 100 |
| Hold on                                                       | 2007                  | 04-08-2007            | tip4            | -            | #46 in de Single Top 100 |

| Single met hitnotering(en) in de Vlaamse Ultratop 50 | Datum van verschijnen | Datum van binnenkomst | Hoogste positie | Aantal weken | Opmerkingen |
| ---------------------------------------------------- | --------------------- | --------------------- | --------------- | ------------ | ----------- |
| Black horse & the cherry tree                        | 2005                  | 09-04-2005            | 35              | 9            |             |
| Suddenly I See                                       | 2005                  | 08-10-2005            | tip9            | -            |             |
| Hold on                                              | 2007                  | 29-09-2007            | tip9            | -            |             |
| Saving my face                                       | 2007                  | 01-12-2007            | tip6            | -            |             |
| (Still a) weirdo                                     | 2010                  | 02-10-2010            | tip41           | -            |             |

### NPO Radio 2 Top 2000
| Nummers met noteringen in de NPO Radio 2 Top 2000 | '07  | '08 | '09  | '10  | '11  |
| ------------------------------------------------- | ---- | --- | ---- | ---- | ---- |
| Black Horse and the Cherry Tree                   | 1878 | -   | 1891 | 1657 | 1933 |
| Suddenly I See                                    | -    | -   | 1939 | -    | -    |

1. ↑  Een '-' betekent dat het nummer niet was genoteerd en een vetgedrukt getal geeft de hoogste notering van een nummer aan.
2. ↑  2007 was het eerste jaar met een notering voor KT Tunstall.
3. ↑  Deze tabel is bijgewerkt tot en met de laatste editie (2024).

### Eerdere cd's/ep's
- Tracks In July (2000)
  - KT's demoalbum dat nooit commercieel is uitgebracht. Het enige nummer dat werd uitgebracht is Little Favours en is te vinden op "Under The Weather" 7" vinyl. "Change" en "Gone To The Dogs" werden opnieuw opgenomen voor KT's Acoustic Extravaganza. Het album werd door KT zelf opgenomen.
- KT Toons '03 (2003)
  - Een tweede demoalbum dat, net als Tracks In July, nooit commercieel is uitgebracht. De nummers op dit album werden opgenomen in een studio en laten drums, elektrische gitaar en keyboard horen. Een demoversie van "Other Side Of The World" en een nummer genaamd "If Only" waren via KT's officiële website te verkrijgen voordat ze een platencontract tekende.
- One Night In Gaia (2004)
  - Promo-live-ep, opgenomen tijdens Gaia Music Londen in 2004. De liveversie van "One Day" werd commercieel uitgebracht en is te vinden op de single "Black Horse & The Cherry Tree". Het nummer "Immune" van deze ep werd ook commercieel uitgebracht en is te vinden op de Amerikaanse "Eye To The Telescope - Deluxe Edition."

### Overige singles
- 2004 Throw Me A Rope
- 2004 False Alarm EP
- 2005 Black Horse & The Cherry Tree
- 2005 Other Side of the World
- 2005 Suddenly I See
- 2005 Under the Weather
- 2006 Another Place to Fall
- 2006 Ashes (promo)
- 2007 Hold On
- 2007 Saving My Face
- 2008 If Only

### Filmmuziek
- Voor de film Tinkerbell and the Legend of the NeverBeast (2014) heeft KT Tunstall de nummers Float, Strange Sight, Strange Sight Reprise en 1000 Years ingezongen, het laatste nummer samen met Blue.[2]

## Prijzen
- Q Music Awards 2005 — Best Track voor "Black Horse & the Cherry Tree"
- BRIT Awards 2006 — Beste Britse Vrouwelijke Soloartiest
- Ivor Novello Awards 2006 — Best Song Musically and Lyrically voor "Suddenly I See"
- Scottish Style Awards 2006 — Most Stylish Band or Musician
- European Border Breakers Awards 2006